# قائمة أفلام 2021
هذه قائمة ببعض أفلام 2021

## يناير-مارس
| تاريخ الصدور | تاريخ الصدور | العنوان                            | استوديو                                | النوع                  | البلد            | المصدر |
| ------------ | ------------ | ---------------------------------- | -------------------------------------- | ---------------------- | ---------------- | ------ |
| ي ن ا ي ر    | 15           | فيلم وارنر برذرز بدون عنوان        | وارنر برذرز                            | TBA                    | الولايات المتحدة |        |
| ف ب ر ا ي ر  | 12           | فيلم مارفل بدون عنوان              | استوديوهات مارفل                       | حركة، مغامرة, بطل خارق | الولايات المتحدة | [ 1 ]  |
| ف ب ر ا ي ر  | 12           | فيلم وارنر برذرز بدون عنوان        | وارنر برذرز                            | TBA                    | الولايات المتحدة |        |
| م ا ر س      | 5            | فوستر                              | تونتيث سينتشوري فوكس                   | رسوم متحركة، موسيقى    |                  | [ 2 ]  |
| م ا ر س      | 12           | فيلم ديزني للحركة الحية بدون عنوان | أفلام والت ديزني                       |                        |                  |        |
| م ا ر س      | 19           | الحظ                               | باراماونت بيكتشرز                      | رسوم متحركة            | TBA              | [ 3 ]  |
| م ا ر س      | 26           | الطفل الزعيم 2                     | يونيفرسال بيكتشرز / دريم ووركس أنيميشن | رسوم متحركة، كوميديا   | TBA              | [ 4 ]  |

## أبريل-يونيو
| تاريخ الصدور | تاريخ الصدور | العنوان                            | استوديو                                                  | النوع                   | البلد            | المصدر |
| ------------ | ------------ | ---------------------------------- | -------------------------------------------------------- | ----------------------- | ---------------- | ------ |
| أ ب ر ي ل    | 2            | فاست أند فيريوس 10                 | يونيفرسال بيكشرز / أوريجينال فيلم / وان رايس فيلمز       | حركة، اثارة             | TBA              | [ 5 ]  |
| م ا ي        | 7            | فيلم مارفل بدون عنوان              | استوديوهات مارفل                                         | حركة، مغامرة، بطل خارق  | الولايات المتحدة | [ 1 ]  |
| م ا ي        | 21           | فيلم وارنر برذرز بدون عنوان        | وارنر برذرز                                              |                         | الولايات المتحدة |        |
| م ا ي        | 28           | فيلم ديزني للحركة الحية بدون عنوان | أفلام والت ديزني                                         |                         |                  |        |
| ي و ن ي و    | 11           | العالم الجوراسي 3                  | يونيفرسال بيكشرز / أمبلين إنترتاينمنت / ليجنداري بيكتشرز | خيال علمي، حركة، مغامرة | الولايات المتحدة | [ 6 ]  |
| ي و ن ي و    | 18           | فيلم بيكسار بدون عنوان             | أفلام والت ديزني / بيكسار                                | رسوم متحركة             |                  |        |